# Alfa Romeo A15
L’Alfa Romeo A15 è stato un autocarro prodotto dall'Alfa Romeo.
Il modello nacque dalla collaborazione tra l'Alfa Romeo e la Saviem, che fu sottoscritta nel 1967. Gli autocarri che furono prodotti a seguito di questo accordo erano simili a quelli prodotti da quest'ultima, in particolar modo ai modelli SG2 ed SG4. Gli altri autocarri Alfa Romeo che furono frutto del contratto furono l'A38, l'A19 e l'F20.
Il modello aveva una massa totale a pieno carico di 3,5 t ed era equipaggiato da un motore Diesel 4 cilindri di 3017 cm³ da 72 CV di potenza a 3200 giri/min. Quattro anni dopo il lancio la cilindrata fu portata a 3319 cm³. Ciò permetteva al veicolo di raggiungere una velocità massima di 92 km/h. L'A15 aveva una portata utile fino a 1470 kg.
A15, A38, A19 e A20 furono prodotti, a tutto il 1974, in circa 3.500 esemplari.